# 1986
1986 (MCMLXXXVI) a fost un an obișnuit al calendarului gregorian, care a început într-o zi de miercuri.

## Evenimente

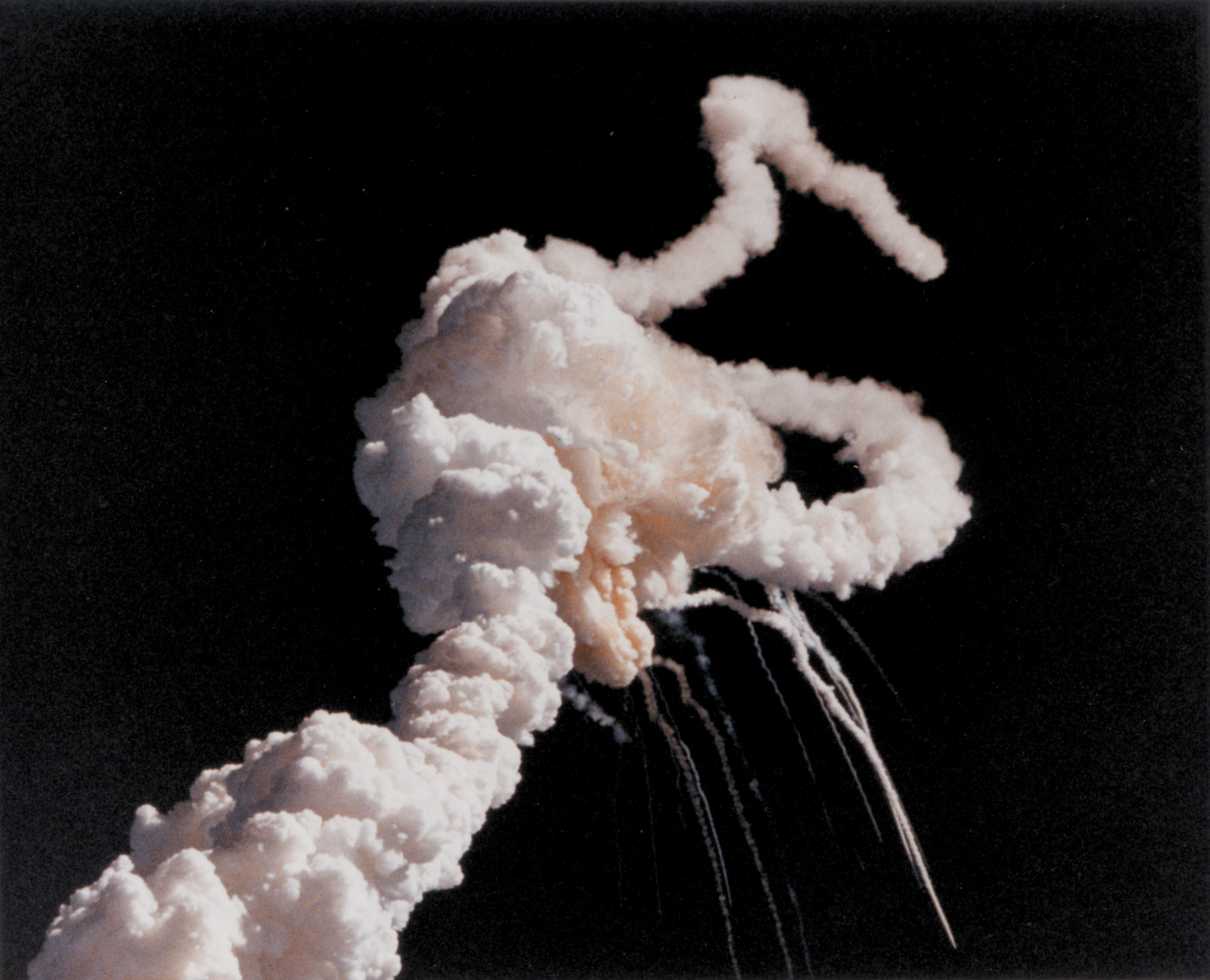
Explozia în spațiu a navetei spațiale „Challenger”.

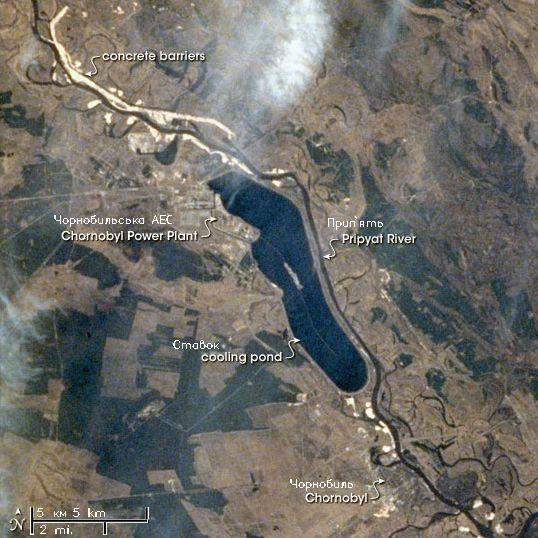
Zona Cernobîl. Fotografie făcută de pe stația spațială rusă MIR în 1997.

### Ianuarie
- 1 ianuarie: Spania și Portugalia intră în Comunitatea Europeană, care mai târziu va deveni Uniunea Europeană.
- 24 ianuarie: Are loc prima survolare a planetei Uranus cu nava spațială Voyager 2.
- 28 ianuarie: Catastrofa navetei spațiale "Challenger", a cărei explozie, la 75 secunde de la lansare, a provocat moartea celor 7 astronauți aflați la bord.

### Februarie
- 20 februarie: A fost plasat pe orbită primul element al stației orbitale rusești, MIR.
- 28 februarie: S-a semnat Actul Unic European.

### Martie
- 21 martie: Un grav accident produs la mina din Vulcan, ca urmare a unei explozii de gaze în subteran, a provocat moartea a 17 persoane și rănirea altor două.

### Aprilie
- 13 aprilie: Papa Ioan Paul al II-lea vizitează Sinagoga din Roma, prima dată în timpurile moderne când un papă vizitează o sinagogă.
- 26 aprilie: S-a produs accidentul de la centrala nucleară de la Cernobîl, aflată la 200 km de Kiev.

### Mai
- 7 mai: Echipa de fotbal Steaua București a cucerit, pentru prima dată în istoria fotbalului românesc, Cupa Campionilor Europeni, învingând în finală, după executarea loviturilor de la 11 m, cu 2–0, echipa spaniolă FC Barcelona.
- 26 mai: Comunitatea Europeană adoptă Steagul European.
- 31 mai: Campionatul Mondial de Fotbal se desfășoară în Mexic.

### Iunie
- 8 iunie: Fostul secretar general al Națiunilor Unite, Kurt Waldheim, este ales președinte al Austriei.
- 26 iunie: A fost inaugurat noul edificiu al Palatului Copiilor din București.
- 29 iunie: Argentina învinge Germania de Vest cu scorul de 3-2 și câștigă Cupa Mondială FIFA 1986.

### Iulie
- 23 iulie: La Londra, Prințul Andrew, Duce de York se căsătorește cu Sarah Ferguson la Westminster Abbey.
- 27 iulie: Americanul Greg LeMond câștigă Turul Franței.

### August
- 31 august: În regiunea Vrancea s-a înregistrat un cutremur cu magnitudinea de 6,5 grade pe scara Richter.
- 31 august: Vasul de pasageri sovietic „Amiralul Nahimov" având 1.234 pasageri la bord, se scufundă în Marea Neagră, în urma coliziunii cu cargoul „Piotr Vasev”, în golful Novorossisk, din URSS. Au decedat 423 de persoane.

### Septembrie
- 7 septembrie: Dictatorul chilian, Augusto Pinochet, supraviețuiește unei tentative de asasinat. 5 dintre membrii gărzii de pază sunt uciși.
- 7 septembrie: Desmond Tutu a devenit primul predicator de culoare care a condus biserica anglicană din Africa de Sud.

### Octombrie
- 26 octombrie: Alain Prost își câștigă al doilea titlu mondial în Formula 1.

### Noiembrie
- 23 noiembrie: În România a avut loc Referendumul pentru reducerea efectivelor forțelor armate și tăierea cheltuielilor militare cu 5%.
- 25 noiembrie: A izbucnit scandalul afacerii Iran-Contra, prin care oficialii americani îi sponsorizau în secret pe rebelii din Nicaragua, cu banii obținuți de pe urma vânzării de armament în Iran.

### Decembrie
- 9 decembrie: Conflictul israeliano-palestinian: Începe prima Intifadă.
- 19 decembrie: Disidentului sovietic Andrei Saharov i se permite reîntoarcerea la Moscova după 6 ani de exil.
- 23 decembrie: Dick Rutan și Jeana Yeager au terminat primul zbor în jurul lumii cu un avion numit Voyager, fără să-l realimenteze cu combustibil.

### Nedatate
- Constantin Noica publică Scrisori despre logica lui Hermes
- Edgar Papu scrie „Despre stiluri”
- Firma Compaq întrece firma IBM, introducând computere care utilizează un cip avansat, de 32 de biți: Intel 80386.
- Platoon, filmul lui Oliver Stone, câștigă Oscarul pentru cel mai bun film.

## Nașteri

### Ianuarie
- 1 ianuarie: Lamine Diarrassouba, fotbalist ivorian
- 1 ianuarie: Salif Nogo, fotbalist burkinez
- 3 ianuarie: Mattias Bjärsmyr, fotbalist suedez
- 3 ianuarie: Nejc Pečnik, fotbalist sloven
- 4 ianuarie: James Milner, fotbalist englez
- 4 ianuarie: Charlyne Yi, actriță americană
- 5 ianuarie: Iana Șemiakina, scrimeră ucraineană
- 5 ianuarie: Baek Jong Min, actor sud-coreean
- 5 ianuarie: Viktoria Borșcenko, handbalistă ucraineană
- 5 ianuarie: Milan Perendija, fotbalist sârb
- 5 ianuarie: Deepika Padukone, actriță indiană
- 5 ianuarie: Baek Jong-min, actor sud-coreean
- 6 ianuarie: Irina Shayk (n. Irina Valerievna Șaihlislamova), fotomodel rus
- 8 ianuarie: Peng Shuai, jucătoare chineză de tenis

### Februarie
- 4 februarie: Clement Pălimaru, fotbalist român
- 4 februarie: Ivett Szepesi, handbalistă maghiară

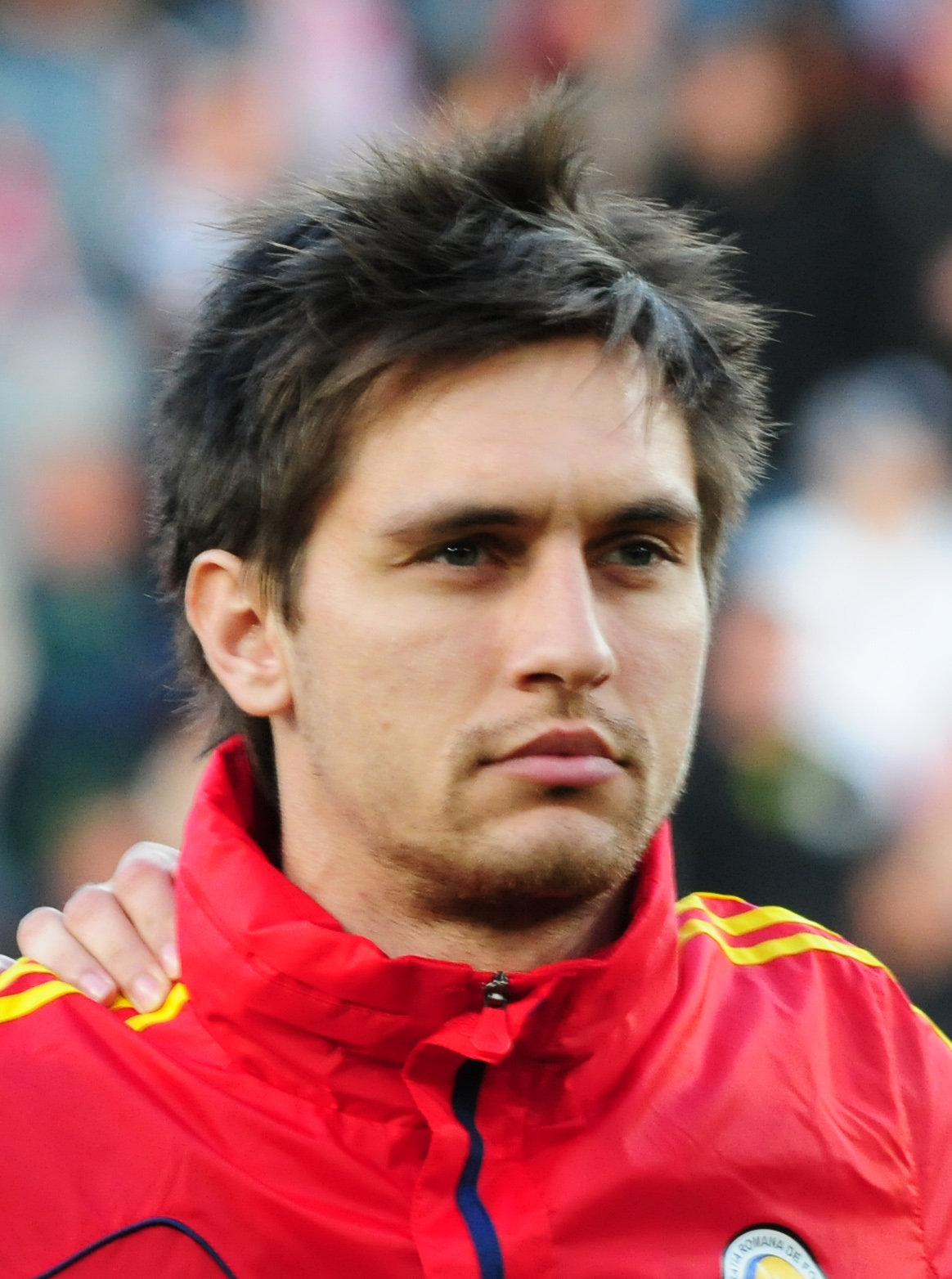
Ciprian Tătărușanu, fotbalist român
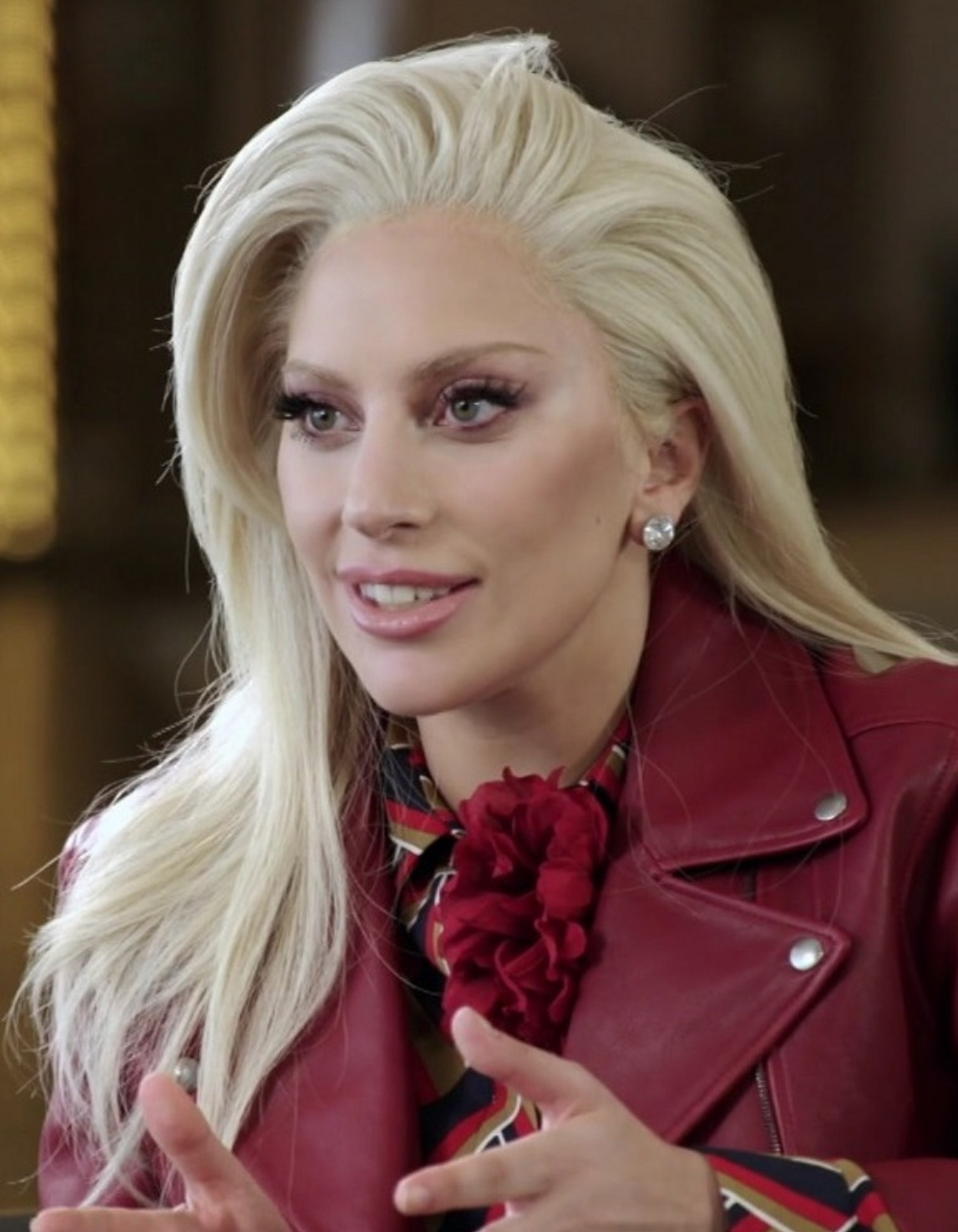
Lady Gaga, cântăreață, textieră și actriță americană
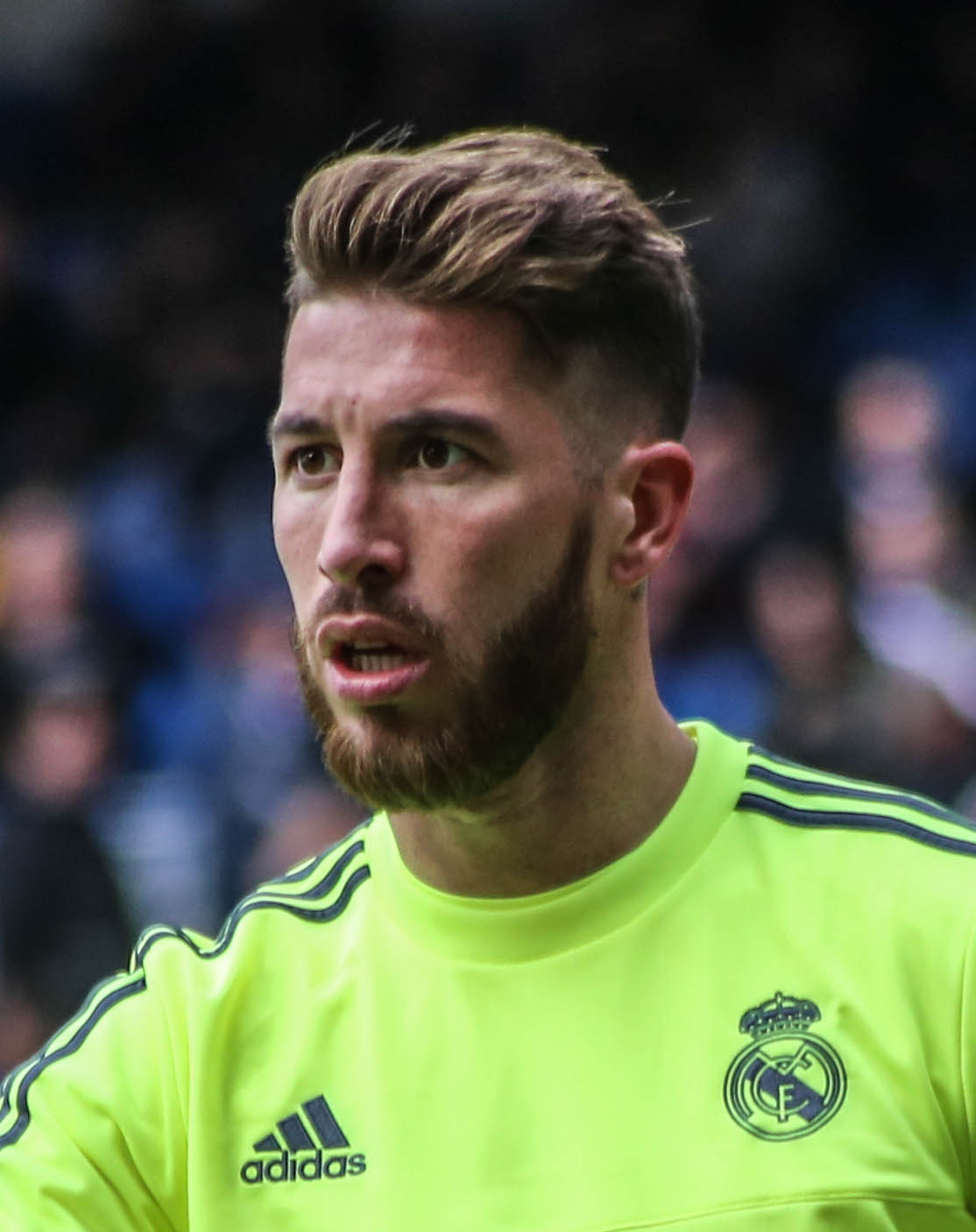
Sergio Ramos, fotbalist spaniol
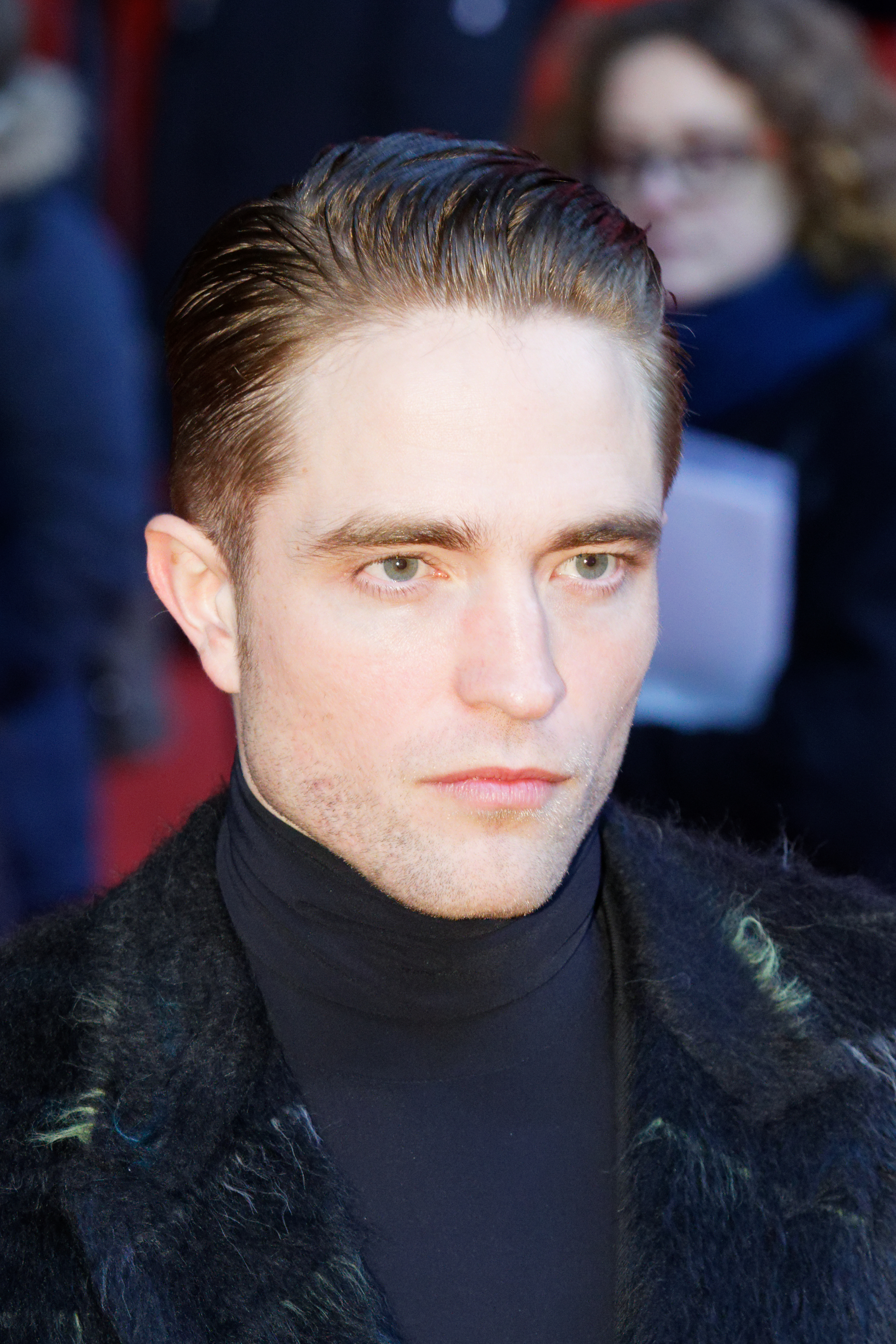
Robert Pattinson, actor, model și muzician britanic

- 5 februarie: Takayuki Seto, fotbalist japonez
- 9 februarie: Ciprian Tătărușanu (Anton Ciprian Tătărușanu), fotbalist român (portar)
- 9 februarie: Șerban Moraru, fotbalist român
- 10 februarie: Radamel Falcao, fotbalist columbian
- 11 februarie: Tudor Polak, politician român
- 12 februarie: Elton Figueiredo (Elton Charles Figueiredo da Silva), fotbalist brazilian
- 12 februarie: Andi Lila, fotbalist albanez
- 13 februarie: Jamie Murray, jucător britanic de tenis
- 14 februarie: Tiffany Thornton (Tiffany Dawn Thornton), actriță americană de film
- 15 februarie: Valeri Bojinov, fotbalist bulgar (atacant)
- 16 februarie: Diego Godín, fotbalist uruguayan
- 16 februarie: Ciprian Deac (Ciprian Ioan Deac), fotbalist român
- 17 februarie: Marian-Gheorghe Cucșa, politician român
- 17 februarie: Julie Mayaya, cântăreață română
- 18 februarie: Horațiu Pungea, jucător de rugby în XV profesionist român
- 19 februarie: Marta Vieira da Silva, fotbalistă braziliană
- 19 februarie: Maria Mena, muziciană norvegiană
- 19 februarie: Sebastián Dubarbier, fotbalist argentinian
- 22 februarie: Oleg Molla, fotbalist din R. Moldova
- 22 februarie: Toshihiro Aoyama, fotbalist japonez
- 26 februarie: Paul Tincu (Paul Cătălin Tincu), fotbalist român
- 26 februarie: Georg Niedermeier, fotbalist german
- 26 februarie: Nacho Monreal, fotbalist spaniol

### Martie
- 1 martie: Mihaela Smedescu, handbalistă română
- 1 martie: Big E (Ettore Ewen), wrestler american
- 3 martie: Mehmet Topal, fotbalist turc
- 4 martie: Srgian Luchin, fotbalist român
- 4 martie: Mike Krieger, om de afaceri brazilian
- 5 martie: Sarah J. Maas, scriitoare americană
- 6 martie: Chiril Covalciuc, fotbalist ucrainean
- 11 martie: Gabriel Siminic, fotbalist român
- 13 martie: Andreja Klepač, jucătoare slovenă de tenis
- 13 martie: Vladimir Drăghia, înotător și actor român
- 15 martie: Carlos Rivera, cântăreț mexican
- 16 martie: Alexandra Daddario, actriță americană
- 16 martie: Delia Sescioreanu, jucătoare română de tenis
- 17 martie: Julio Landauri, fotbalist peruan
- 17 martie: Edin Džeko, fotbalist bosniac
- 18 martie: Lykke Li (Li Lykke Timotej Svensson Zachrisson), cântăreață suedeză
- 19 martie: Daniel Dillon, baschetbalist australian
- 22 martie: Eugen Crăciun, fotbalist român
- 23 martie: Victor Anagnastopol, jucător român de tenis
- 24 martie: Nathalia Dill, actriță braziliană
- 24 martie: Paul Koulibaly, fotbalist burkinez
- 25 martie: Nora Istrefi, cântăreață albaneză
- 25 martie: Tomislav Arčaba, fotbalist australian
- 26 martie: Mario Rondón, fotbalist venezuelean
- 27 martie: Manuel Neuer, fotbalist german
- 27 martie: Rosario Miraggio, cântăreț italian
- 28 martie: Lady Gaga (n. Stefani Joanne Angelina Germanotta), cântăreață, textieră și actriță americană
- 29 martie: Mihai-Cătălin Botez, politician român
- 30 martie: Sergio Ramos (Sergio Ramos García), fotbalist spaniol

### Aprilie
- 2 aprilie: Ibrahim Afellay, fotbalist olandez
- 3 aprilie: Amanda Bynes, actriță americană
- 4 aprilie: Alexander Banor Tettey, fotbalist norvegian
- 5 aprilie: Charlotte, luptătoare de wrestling americană
- 5 aprilie: Jenny Hendrix, actriță porno americană
- 6 aprilie: Ryota Moriwaki, fotbalist japonez
- 7 aprilie: Christian Fuchs, fotbalist austriac
- 7 aprilie: Élton José (Élton José Xavier Gomes), fotbalist brazilian
- 7 aprilie: Élton José Xavier Gomes, fotbalist brazilian
- 7 aprilie: Élton José Xavier Gomes, fotbalist brazilian
- 8 aprilie: Igor Akinfeev, fotbalist rus
- 8 aprilie: Erika Sawajiri, actriță, fotomodel și cântăreață japoneză
- 9 aprilie: Leighton Meester, actriță americană
- 10 aprilie: Fernando Gago, fotbalist argentinian
- 10 aprilie: Vincent Kompany, fotbalist belgian
- 11 aprilie: Davide Bottone, jucător italian de fotbal
- 12 aprilie: Blerim Džemaili, fotbalist elvețian
- 12 aprilie: Marcel Granollers, jucător spaniol de tenis
- 12 aprilie: Florin Pătrașcu, fotbalist român
- 14 aprilie: Constant Djakpa, fotbalist ivorian
- 16 aprilie: John Ibeh, fotbalist nigerian
- 16 aprilie: Shinji Okazaki, fotbalist japonez
- 16 aprilie: Paul di Resta, pilot britanic de Formula 1
- 16 aprilie: Epke Zonderland, gimnast din Țările de Jos
- 16 aprilie: Hamza Younés, fotbalist tunisian
- 16 aprilie: Dragan Žarković, fotbalist sârb
- 17 aprilie: Romain Grosjean, pilot francez de Formula 1
- 17 aprilie: Julio Landauri, fotbalist peruan
- 22 aprilie: Amber Heard, actriță americană
- 23 aprilie: Aida Șanaeva, scrimeră rusă
- 24 aprilie: Cristina Gheorghe, atletă română
- 25 aprilie: Juan Sebastián Cabal, jucător columbian de tenis
- 25 aprilie: Rubén Jurado, fotbalist spaniol
- 26 aprilie: Martin Bogatinov, fotbalist macedonean
- 27 aprilie: Dinara Safina, jucătoare rusă de tenis
- 27 aprilie: Catherine Webb, scriitoare britanică
- 28 aprilie: Bogdan Străuț, fotbalist român
- 29 aprilie: Nichita Patriche, fotbalist român

### Mai
- 1 mai: Marina Tauber, antrenoare de tenis și politiciană din Republica Moldova
- 2 mai: Amandine Leynaud, handbalistă franceză
- 2 mai: Grum (Graeme Shepherd), muzician britanic
- 4 mai: Maxim Franțuz, fotbalist din R. Moldova
- 5 mai: Lilli Hollunder, actriță germană
- 7 mai: Roberto Alfonso Delgado, fotbalist spaniol

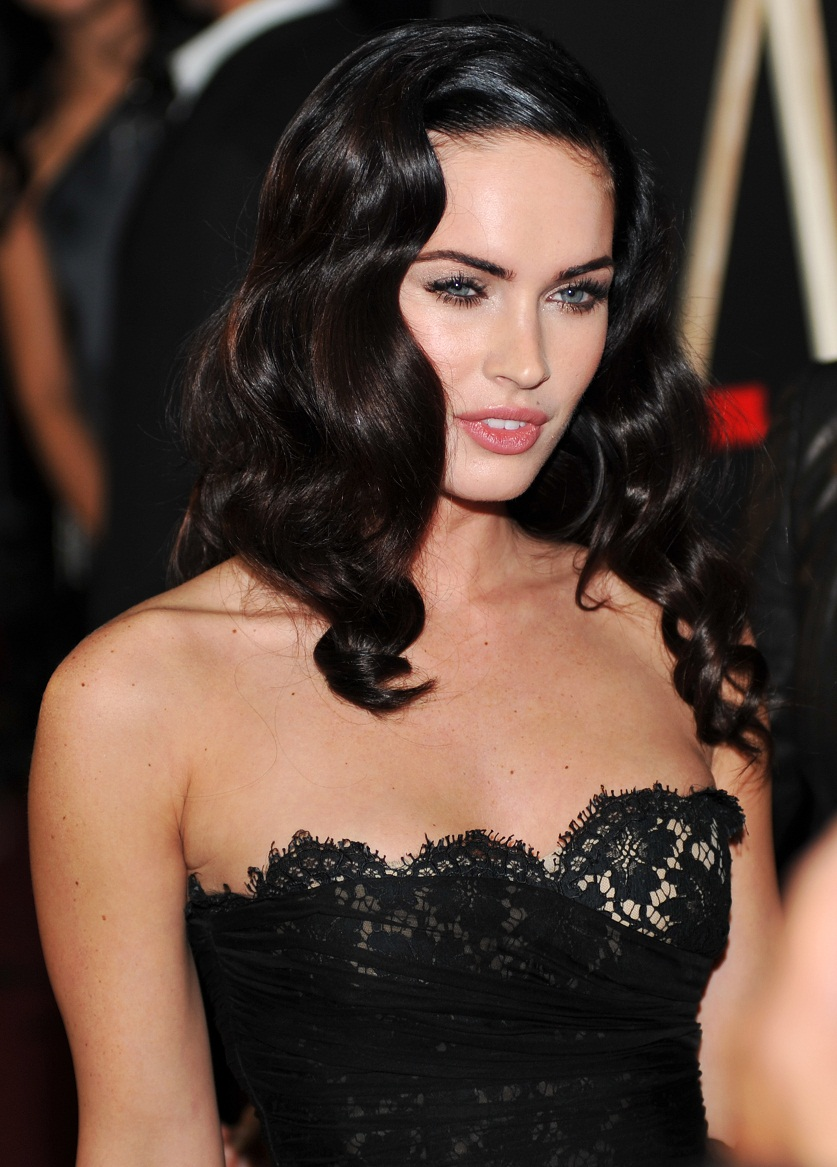
Megan Fox, fotomodel și actriță americană
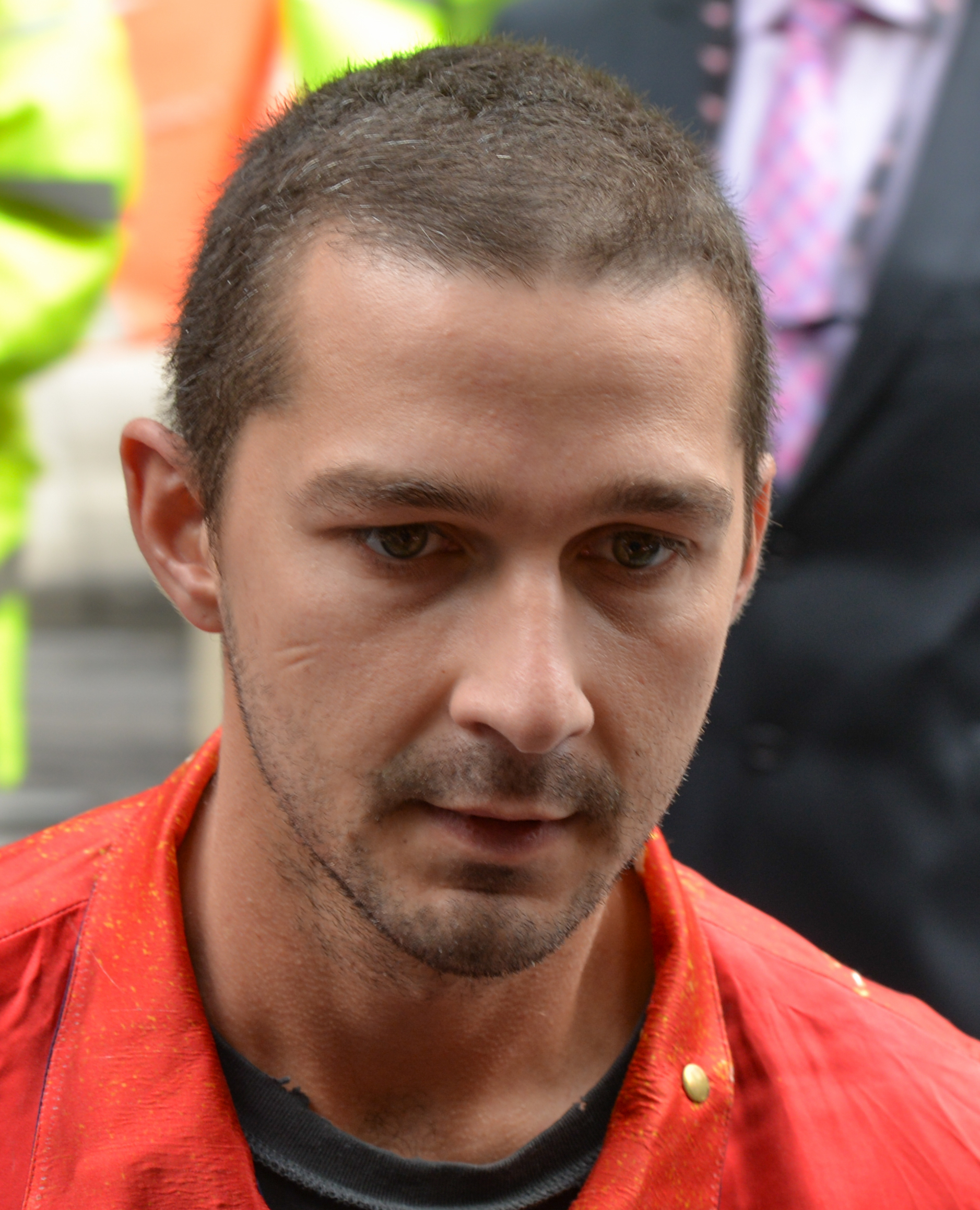
Shia LaBeouf, actor, regizor, scenarist și comedian american
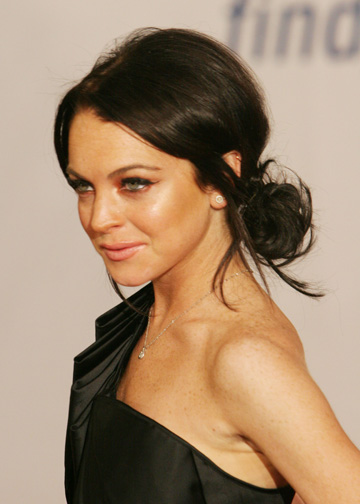
Lindsay Lohan, actriță, fotomodel, producătoare și cântăreață americană
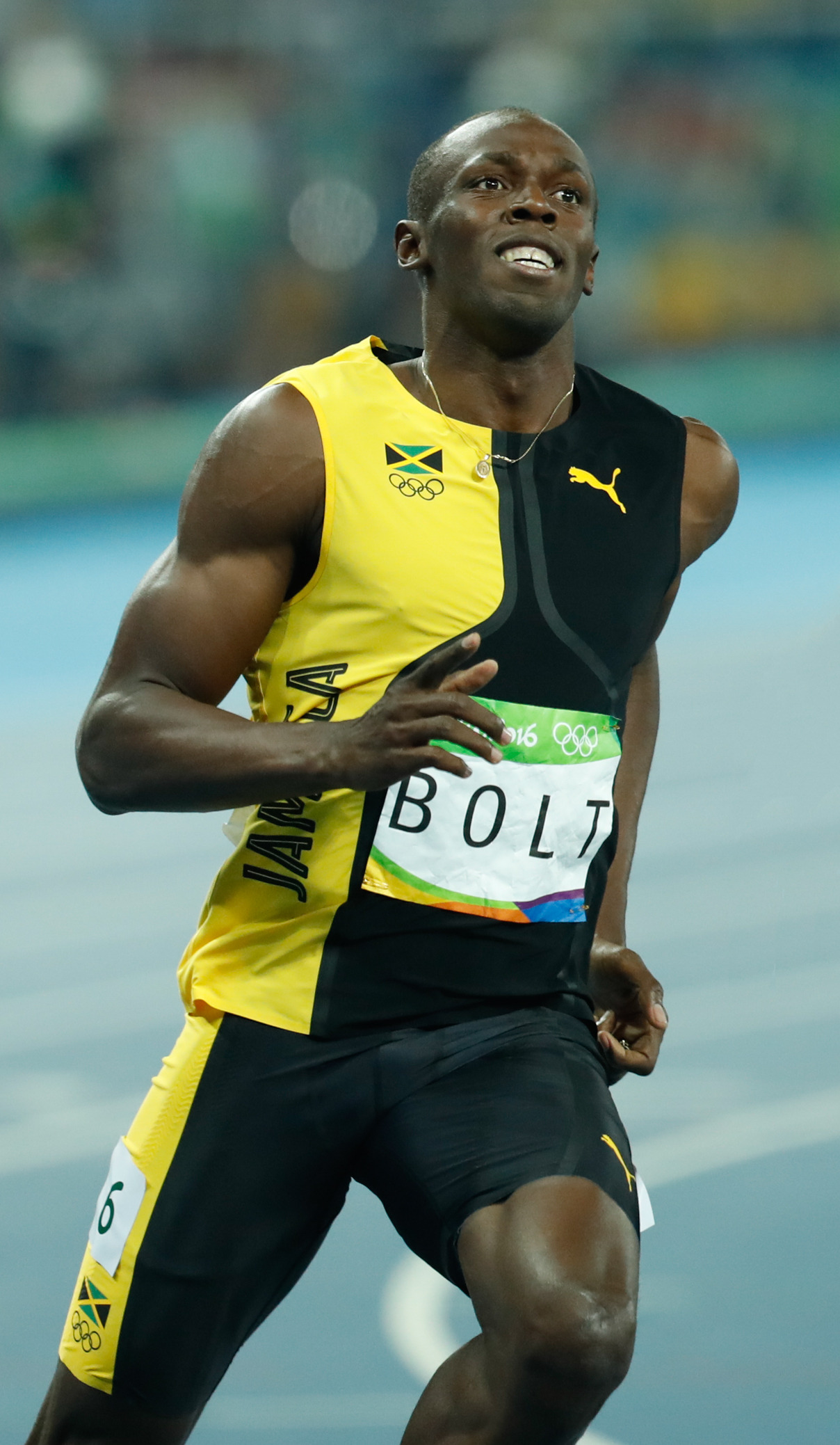
Usain Bolt, atlet și sprinter jamaican

- 8 mai: Adrian Ropotan, fotbalist român
- 9 mai: Adrian Cuciula, fotbalist român
- 10 mai: Calvin Tolmbaye, fotbalist român
- 11 mai: Iasmin Latovlevici, fotbalist român
- 13 mai: Robert Pattinson (Robert Douglas Thomas Pattinson), actor, model și muzician britanic
- 14 mai: Alyosha (Olena Kucer), cântăreață ucraineană
- 14 mai: Tine Stange, handbalistă norvegiană
- 15 mai: Marius Toma, fotbalist român
- 16 mai: Megan Fox (Megan Denise Fox), fotomodel și actriță americană
- 16 mai: Alexandru Sergiu Grosu, fotbalist din R. Moldova
- 17 mai: Cosmin Hănceanu, scrimer român
- 18 mai: Kevin Anderson, jucător sud-african de tenis
- 18 mai: Kevin Anderson, jucător de tenis sud-african
- 19 mai: Diana Cavallioti, actriță română
- 20 mai: Stéphane Mbia, fotbalist francez
- 21 mai: Mario Mandžukić, fotbalist croat
- 21 mai: Edimar (Edimar Curitiba Fraga), fotbalist brazilian
- 23 mai: Augustin Jianu, antreprenor român
- 25 mai: Glad Aurel Varga, politician român
- 27 mai: Lasse Schöne, fotbalist danez
- 27 mai: Johanna Leinen, actriță germană
- 28 mai: Seth Rollins (n. Colby Lopez), wrestler american
- 29 mai: Hornswoggle (n. Dylan Postl), wrestler american
- 31 mai: Sopo Halvași, cântăreață georgiană
- 31 mai: Serghei Alexeev, fotbalist din R. Moldova

### Iunie
- 3 iunie: Rafael Nadal, jucător spaniol de tenis
- 3 iunie: Vozinha (n. Josimar Dias), fotbalist capverdian (portar)
- 6 iunie: Vladimir Volkov, fotbalist muntenegrean
- 7 iunie: László Sepsi, fotbalist român
- 7 iunie: Glukoza (Natalia Ilinicina Ionova), cântăreață rusă
- 9 iunie: Mërgim Mavraj, fotbalist albanez
- 10 iunie: Hajime Hosogai, fotbalist japonez
- 10 iunie: Jan Pahor, fotbalist sloven
- 10 iunie: Andrei Spînu, politician din R. Moldova
- 2 iunie: Guess Who (Laurențiu Mocanu), cântăreț român de hip-hop
- 11 iunie: Shia Saide LaBeouf, actor, regizor, scenarist și comedian american
- 13 iunie: Akihiro Ienaga, fotbalist japonez
- 13 iunie: Ashley Olsen, actriță și designer american
- 13 iunie: Keisuke Honda, fotbalist japonez
- 13 iunie: Mary-Kate Olsen, actriță americană
- 15 iunie: Fely (Felicia Donose), cântăreață și compozitoare română

### Iulie
- 1 iulie: Iulian Erhan, fotbalist din R. Moldova
- 2 iulie: Lindsay Dee Lohan, actriță, fotomodel, producătoare și cântăreață americană
- 3 iulie: Ola Toivonen, fotbalist suedez
- 5 iulie: Ashkan Dejagah, fotbalist iranian
- 5 iulie: Piermario Morosini, fotbalist italian (d. 2012)
- 6 iulie: Luigi Di Maio, politician italian
- 6 iulie: Valerian Gârlă, fotbalist român
- 9 iulie: Piroska Szamoránsky, handbalistă maghiară
- 10 iulie: Ronald Gavril, boxer român
- 11 iulie: Jean-Christophe, Prinț Napoléon (n. Jean Christophe Louis Ferdinand Albéric Napoléon), șeful Casei Bonaparte (disputat)
- 11 iulie: Raúl García (Raúl García Escudero), fotbalist spaniol
- 11 iulie: Yoann Gourcuff, fotbalist francez
- 11 iulie: Raúl García, fotbalist spaniol
- 14 iulie: Alina Sorescu (Alina Luminița Sorescu), cântăreață română, fotomodel și prezentatoare TV
- 14 iulie: Otar Turașvili, rugbist georgian
- 14 iulie: Josip Mišić, fotbalist croat
- 15 iulie: Yahya Abdul-Mateen II, actor american
- 17 iulie: Ivan Petrović, fotbalist sârb
- 17 iulie: Juan Albín, fotbalist uruguayan
- 18 iulie: Corina Căprioriu, judocană română
- 19 iulie: Jinder Mahal (n. Yuvraj Singh Dhesi), wrestler indiano-canadian
- 21 iulie: Enikő Barabás, canotoare română
- 21 iulie: Vera (Vera Katharina Böhnisch), cântăreață austriacă
- 21 iulie: Vera, cântăreață austriacă
- 22 iulie: Djakaridja Koné, fotbalist ivorian
- 22 iulie: Cosmin Nedelcu, comedian român
- 22 iulie: Anya (Ana Buxai), cântăreață română
- 22 iulie: Júnior Morais (Iraneuton Sousa Morais Júnior), fotbalist brazilian
- 23 iulie: Reyhan Angelova, cântăreață bulgară (d. 2005)
- 24 iulie: Tomi Petrescu, fotbalist finlandez
- 25 iulie: Hulk (Givanildo Vieira de Souza), fotbalist brazilian (atacant)
- 25 iulie: Kyla La Grange, cântăreață britanică
- 25 iulie: Hulk, fotbalist brazilian
- 26 iulie: Angela Moroșanu, atletă română
- 26 iulie: Florin Vlaicu, jucător profesionist român de rugby în XV
- 27 iulie: Cristinel-Gabriel Berea, politician român
- 28 iulie: Veniamin Reșetnikov, scrimer rus
- 29 iulie: Camelia Lupașcu, canotoare română
- 29 iulie: Jody Rose, jucător de rugby în XV
- 31 iulie: Shinzo Koroki, fotbalist japonez
- 31 iulie: Zoltan Kelemen, sportiv român (patinaj artistic)
- 31 iulie: Nikola Vujadinović, fotbalist muntenegrean
- 31 iulie: Zoltan Kelemen, patinator artistic român

### August
- 1 august: Elena Vesnina, jucătoare rusă de tenis
- 2 august: Elena Nicula, handbalistă română
- 7 august: Valter Birsa, fotbalist sloven
- 8 august: Sorin Dan Moldovan, politician român
- 9 august: Rade Veljović, fotbalist sârb
- 10 august: Kazuma Watanabe, fotbalist japonez

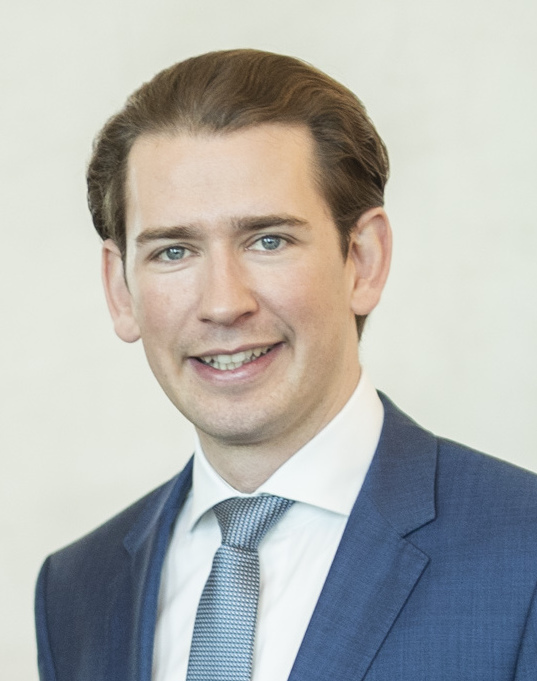
Sebastian Kurz, politician austriac, cancelar al Austriei
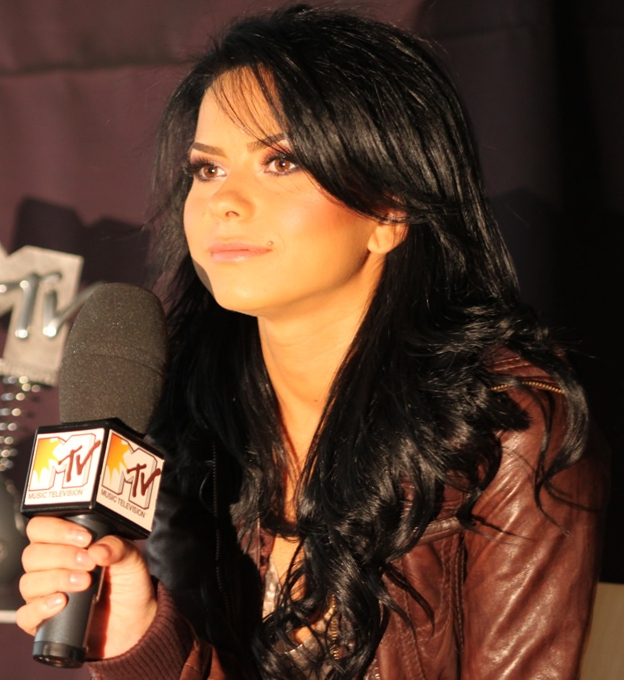
Inna, cântăreață și compozitoare română
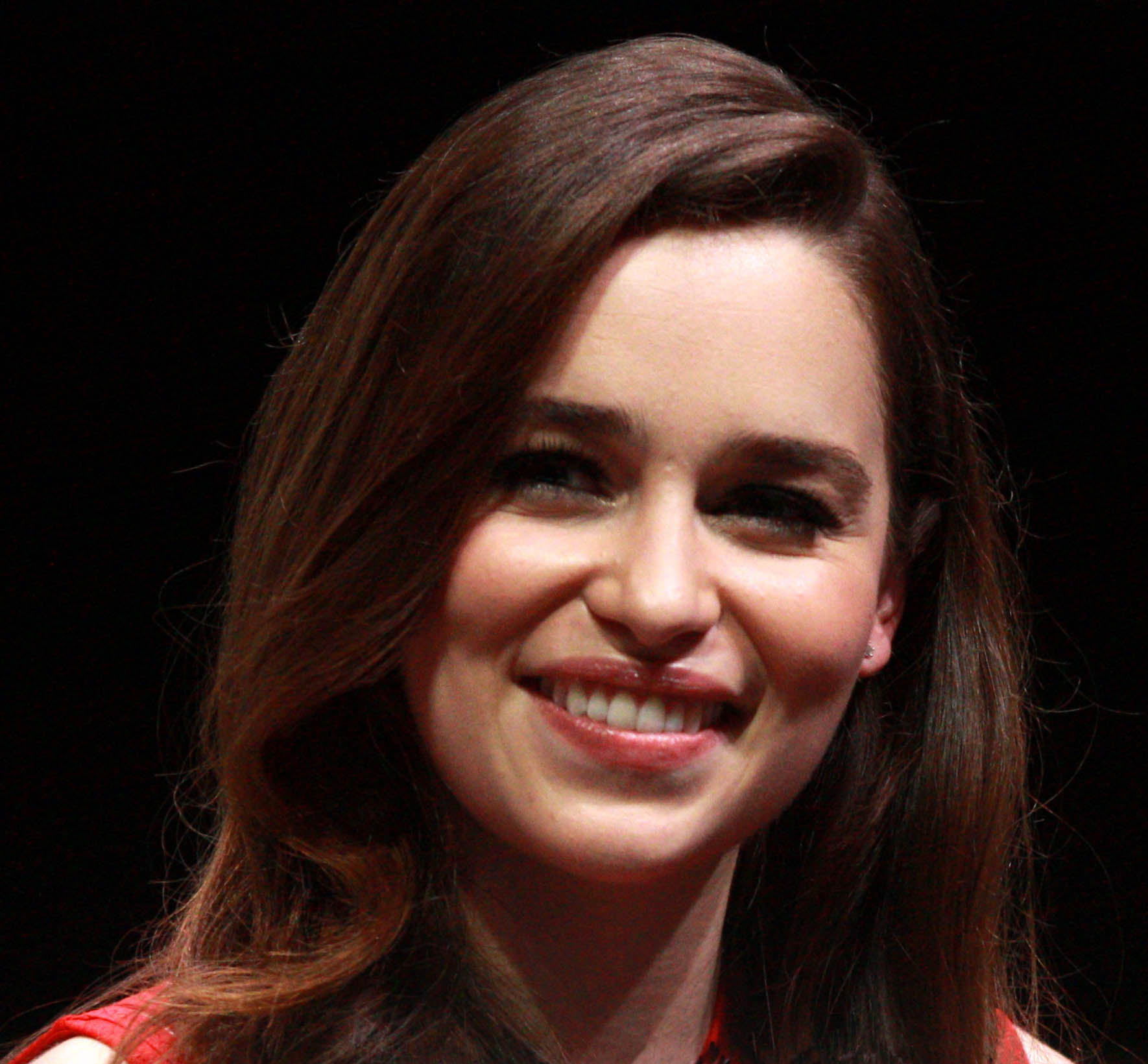
Emilia Clarke, actriță britanică
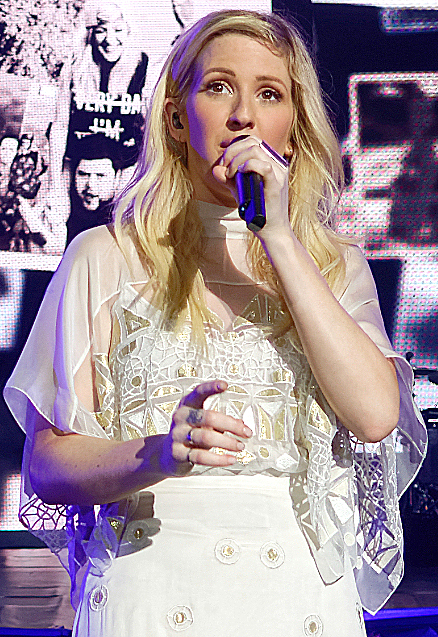
Ellie Goulding, cântăreață, cantautoare, multi-instrumentistă și actriță americană

- 12 august: Alessandra Amoroso, cântăreață italiană
- 13 august: Marian Bănuță, fotbalist român
- 15 august: Bogdan Dinu, boxer român
- 15 august: Vadim Bolohan, fotbalist din R. Moldova
- 16 august: Big Cass (William Morrissey), wrestler american
- 16 august: Audrey Bitoni, actriță porno americană18
- 20 august: Daniel Martin, ciclist irlandez
- 21 august: Usain St Leo Bolt, atlet și sprinter jamaican
- 22 august: Pac (Benjamin Satterley), wrestler britanic
- 22 august: Neville, wrestler britanic
- 23 august: Andra (n. Alexandra Irina Mihai), cântăreață română
- 23 august: Emil Ducu Ninu, fotbalist român
- 26 august: Adina Galupa, actriță română
- 26 august: Jelena Dimitrijević, fotbalistă sârbă
- 27 august: Sebastian Kurz, politician austriac, cancelar federal al Austriei (din 2020)
- 27 august: Raluca Ciocârlan, cântăreață română
- 29 august: Viorel Lucaci, rugbist român
- 29 august: Nicolae Calancea, fotbalist din R. Moldova
- 30 august: Adrian-Felician Cozma, politician român
- 30 august: Attila Kelemen, politician român de etnie maghiară
- 30 august: Attila Kelemen, politician născut în 1986
- 31 august: Carlos Eduardo de Fiori Mendes, fotbalist brazilian
- 31 august: Katerina Tikhonova (Katerina Vladimirovna Putina), fiica lui V. Putin

### Septembrie
- 1 septembrie: Stella Mwangi, cântăreață norvegiană
- 1 septembrie: Gaël Monfils, jucător francez de tenis
- 1 septembrie: Mohammed Assaf, cântăreț palestinian
- 2 septembrie: Gelson Fernandes, fotbalist elvețian
- 2 septembrie: Grégory Tadé, fotbalist francez
- 3 septembrie: Tiffany Géroudet, scrimeră elvețiană
- 4 septembrie: Xavier Woods (Austin Watson), wrestler american
- 5 septembrie: Cătălin Fercu, jucător român de rugby
- 5 septembrie: Kamelia (Camelia Adina Hora), cântăreață română
- 6 septembrie: Andreea D (Elena Andreea Dorobanțu), muziciană română
- 6 septembrie: Hristu Chiacu, fotbalist român
- 6 septembrie: Danilson Córdoba, fotbalist columbian
- 7 septembrie: Dragoș Grigore, fotbalist român
- 8 septembrie: João Moutinho, fotbalist portughez
- 8 septembrie: Johan Dahlin, fotbalist suedez
- 8 septembrie: Carlos Bacca, fotbalist columbian
- 8 septembrie: Anton Avdeev, scrimer rus
- 9 septembrie: Jose Aldo, luptător brazilian de arte marțiale mixte
- 9 septembrie: Alexei Kuciuk, fotbalist bielorus
- 11 septembrie: Valeri Borcin, atlet rus
- 11 septembrie: Chise Nakamura, actriță japoneză
- 12 septembrie: Emmy Rossum, actriță americană de film
- 21 septembrie:George Simion,activist și politician român
- 28 septembrie: Andrés Guardado (José Andrés Guardado Hernández), fotbalist mexican
- 30 septembrie: Olivier Giroud, fotbalist francez
- 30 septembrie: Cristián Zapata, fotbalist columbian
- 30 septembrie: Sonny Flame, cântăreț român

### Octombrie
- 1 octombrie: Jurnee Smollett, actriță americană
- 2 octombrie: Izabela Tomița, interpretă română de muzică populară
- 3 octombrie: Lucian Turcu, fotbalist român
- 3 octombrie: Jackson Martínez, fotbalist columbian
- 4 octombrie: Bárbara Arenhart, handbalistă braziliană
- 4 octombrie: Sara Forestier, actriță franceză
- 4 octombrie: Lili Lozan, prezentatoare TV din Republica Moldova
- 5 octombrie: Elmir Alimjanov, scrimer kazah
- 6 octombrie: Adam Kokoszka, fotbalist polonez
- 6 octombrie: Valentin Simion, fotbalist român
- 7 octombrie: Holland Roden, actriță americană
- 8 octombrie: Adela Popescu, actriță de film și cântăreață română
- 8 octombrie: Camilla Herrem, handbalistă norvegiană
- 9 octombrie: Gonçalo Brandão, fotbalist portughez
- 9 octombrie: Stéphane Zubar, fotbalist francez
- 10 octombrie: Ezequiel Garay, fotbalist argentinian
- 11 octombrie: Stojan Vranješ, fotbalist bosniac
- 12 octombrie: Ambrozie-Irineu Darău, politician român
- 13 octombrie: Gabriel Agbonlahor, fotbalist englez
- 14 octombrie: Henrique Adriano Buss, fotbalist brazilian
- 14 octombrie: Iveta Mukuchyan, cântăreață armeană
- 15 octombrie: Nolito (Manuel Agudo Durán), fotbalist spaniol
- 16 octombrie: Franco Armani, fotbalist argentinian (portar)
- 16 octombrie: Inna (n. Elena Alexandra Apostoleanu), cântăreață și compozitoare română
- 17 octombrie: Simon Harris, politician irlandez
- 23 octombrie: Emilia Clarke (Emilia Isobel Euphemia Rose Clarke), actriță britanică
- 23 octombrie: Jovanka Radičević, handbalistă muntenegreană
- 24 octombrie: Drake (Aubrey Drake Graham), cântăreț, rapper, producător, compozitor și actor canadian
- 24 octombrie: Ștefan Sprianu, cântăreț român
- 24 octombrie: Drake (rapper), muzician canadian
- 26 octombrie: Clara Vădineanu, handbalistă română
- 27 octombrie: Alba Flores, actriță spaniolă
- 28 octombrie: Nikolai Kovaliov, scrimer rus
- 29 octombrie: Mihai Macovei, jucător de rugby în XV profesionist român
- 30 octombrie: Peter Pekarík, fotbalist slovac
- 31 octombrie: Ioana Bran, politiciană română

### Noiembrie
- 2 noiembrie: Pablo Armero, fotbalist columbian
- 3 noiembrie: Mihai Lazăr, jucător de rugby în XV profesionist român
- 4 noiembrie: Kristin Cast, scriitoare americană
- 5 noiembrie: BoA (Kwon Boa), cântăreață sud-coreeană
- 5 noiembrie: Kasper Schmeichel, fotbalist danez
- 5 noiembrie: Nodiko Tatișvili, cântăreț georgian
- 5 noiembrie: BoA, cântăreață sud-coreeană
- 6 noiembrie: Adrian Mierzejewski, fotbalist polonez
- 7 noiembrie: Jérémy Cadot, scrimer francez
- 7 noiembrie: Olimpia Melinte, actriță română
- 8 noiembrie: Diogo Ramos, fotbalist portughez
- 9 noiembrie: Guilherme de Paula Lucrécio, fotbalist brazilian
- 9 noiembrie: Mihai Pintilii, fotbalist român
- 9 noiembrie: Hovi Star, cântăreț israelian
- 10 noiembrie: Stanislav Namașco, fotbalist din R. Moldova
- 12 noiembrie: Ignazio Abate, fotbalist italian
- 14 noiembrie: Kalisto (Emanuel Alejandro Rodriguez), wrestler mexicano-american
- 14 noiembrie: Sainkhuu Yura, fotbalist mongol
- 15 noiembrie: Sania Mirza, jucătoare indiană de tenis
- 16 noiembrie: Saeko, actriță japoneză
- 17 noiembrie: Nani (Luís Carlos Almeida da Cunha), fotbalist portughez
- 17 noiembrie: Nani, fotbalist portughez
- 18 noiembrie: Davidas Arlauskis, fotbalist lituanian
- 19 noiembrie: Lilia Ojovan, prezentatoare TV din Republica Moldova
- 20 noiembrie: Oliver Sykes, muzician britanic
- 22 noiembrie: Oscar Pistorius, atlet sud-african
- 22 noiembrie: Sebastian-Ilie Suciu, politician român
- 23 noiembrie: Cristian Sârghi, fotbalist român
- 24 noiembrie: Souleymane Keita, fotbalist malian
- 24 noiembrie: Subrata Pal, fotbalist indian
- 24 noiembrie: Danilo Silva (Danilo Aparecido da Silva), fotbalist brazilian
- 24 noiembrie: Danilo Silva, fotbalist brazilian
- 25 noiembrie: Katie Cassidy (Katherine Evelyn Anita Cassidy), actriță americană
- 28 noiembrie: Magdalena Piekarska, scrimeră poloneză
- 28 noiembrie: Johnny Simmons (Johnny James Simmons), actor american
- 30 noiembrie: Boggie (Csemer Boglárka), cântăreață maghiară

### Decembrie
- 2 decembrie: Claudiu Keșerü (Claudiu Andrei Keșerü), fotbalist român (atacant)
- 26 decembrie: Kit Harington (Christopher Catesby Harington), actor și producător britanic
- 26 decembrie: Hugo Lloris, fotbalist francez
- 27 decembrie: Jasmin Trtovac, fotbalist sârb
- 28 decembrie: Sergiu Oșlobanu, jucător de sambo din R. Moldova, campion și medaliat a campionatelor Moldovei, Europei și lumii
- 29 decembrie: Kim Ok-bin, actriță sud-coreeană
- 29 decembrie: Ilie Cebanu, fotbalist din R. Moldova
- 30 decembrie: Ellie Goulding (Elena Jane Goulding), cântăreață, cantautoare, multi-instrumentistă și actriță britanică
- 31 decembrie: Emmanuel Koné, fotbalist ivorian
- 31 decembrie: Salif Nogo, fotbalist burkinez
- 31 decembrie: Florent Rouamba, fotbalist burkinez

## Decese

### Ianuarie
- 1 ianuarie: Dinu Regman, 28 ani, poet român (n. 1957)
- 7 ianuarie: Juan Rulfo, 68 ani, scriitor mexican (n. 1917)
- 12 ianuarie: Marcel Arland, 86 ani, scriitor francez (n. 1899)
- 16 ianuarie: Jean Cassou, 89 ani, scriitor francez (n. 1897)
- 19 ianuarie: Iftimie Bârleanu, 69 ani, sculptor român (n. 1916)
- 28 ianuarie: Gregory Bruce Jarvis, 41 ani, astronaut american (naveta spațială Challenger), (n. 1944)
- 28 ianuarie: Sharon Christa Corrigan McAuliffe, 37 ani, astronaut american (naveta spațială Challenger), (n. 1948)
- 28 ianuarie: Ronald McNair, 35 ani, astronaut american (naveta spațială Challenger), (n. 1950)
- 28 ianuarie: Ellison Onizuka, 39 ani, astronaut american (naveta spațială Challenger), (n. 1946)
- 28 ianuarie: Judith Arlene Resnik, 36 ani, astronaut american (naveta spațială Challenger), (n. 1949)
- 28 ianuarie: Francis Richard Scobee, 46 ani, astronaut american (naveta spațială Challenger), (n. 1939)
- 28 ianuarie: Michael John Smith, 40 ani, astronaut american (naveta spațială Challenger), (n. 1945)
- 30 ianuarie: Gusztáv Sebes (n. Gusztáv Scharenpeck), 80 ani, fotbalist maghiar (n. 1906)

### Februarie
- 3 februarie: Liviu Oros, 54 ani, actor român (n. 1931)
- 5 februarie: Grigore Băjenaru (Grigore Popescu-Băjenaru), 79 ani, scriitor român (n. 1907)
- 11 februarie: Frank Herbert (Frank Patrick Herbert), 65 ani, scriitor american (n. 1920)
- 11 februarie: Iulian Vesper, 77 ani, scriitor român (n. 1908)
- 17 februarie: Jiddu Krishnamurti, 90 ani, filosof și învățător spiritual indian (n. 1895)
- 17 februarie: Dimitrie Știubei, 84 ani, pictor român (n. 1901)
- 19 februarie: Adolfo Celi, 63 ani, actor italian (n. 1922)
- 21 februarie: Victor Canning, 74 ani, scriitor britanic (n. 1911)
- 23 februarie: Boris Sluțki, 66 ani, poet rus (n. 1919)
- 23 februarie: Nino Taranto (Antonio Eduardo Taranto), 78 ani, actor, comedian și cântăreț italian (n. 1907)
- 25 februarie: Israel Cohen, 80 ani, scriitor israelian (n. 1905)
- 25 februarie: Pasquale Festa Campanile, 58 ani, regizor, scenarist și scriitor italian (n. 1927)
- 25 februarie: Israel Cohen, scriitor israelian (n. 1905)
- 25 februarie: Israel Cohen, 80 ani, scriitor israelian (n. 1905)
- 27 februarie: Eugene Forde, 87 ani, regizor american de film (n. 1898)
- 27 februarie: Dmitri Kabalevski, 82 ani, compozitor rus (n. 1904)
- 28 februarie: Olof Palme (Sven Olof Joachim Palme), 59 ani, politician suedez, prim-ministru (1969-1976 și 1982-1986), (n. 1927)

### Martie
- 4 martie: Ding Ling (n. Jiǎng Bīngzhī), 82 ani, scriitoare chineză (n. 1904)
- 6 martie: Georgia O'Keeffe (Georgia Totto O'Keeffe), 98 ani, pictoriță americană (n. 1887)
- 15 martie: Alexandru Giugaru, 88 ani, actor român (n. 1897)
- 15 martie: Pandelis Prevelakis, 77 ani, scriitor grec (n. 1909)
- 18 martie: Vasile Pogăceanu, 81 ani, diplomat român (n. 1905)
- 26 martie: Jorge Luis Borges (Jorge Francisco Isidoro Luis Borges Acevedo), 86 ani, romancier, poet și eseist argentinian (n. 1899)
- 27 martie: Herman Watzinger, 69 ani, inginer norvegian (n. 1916)
- 30 martie: James Cagney (James Francis Cagney), 86 ani, actor american (n. 1899)

### Aprilie
- 2 aprilie: Erzsébet Andics, 83 ani, politiciană maghiară (n. 1902)
- 5 aprilie: Manly Wade Wellman, 82 ani, scriitor american (n. 1903)
- 5 aprilie: Jenny Hendrix, actriță porno americană
- 7 aprilie: Leonid Kantorovich, 74 ani, economis rus, laureat al Premiului Nobel (1975), (n. 1912)
- 12 aprilie: Nicușor Predescu, 66 ani, dirijor român (n. 1919)
- 13 aprilie: Tamás Major, 76 ani, actor maghiar (n. 1910)
- 14 aprilie: Simone de Beauvoir (n. Simone-Lucie-Ernestine-Marie Bertrand de Beauvoir), 78 ani, eseistă și scriitoare franceză (n. 1908)
- 20 aprilie: Jean-Jacques Gautier, 77 ani, romancier francez (n. 1908)
- 22 aprilie: Mircea Eliade, 79 ani, scriitor, filosof și istoric român (n. 1907)
- 23 aprilie: Otto Preminger, 80 ani, regizor, producător, actor american de etnie austriacă (n. 1905)
- 26 aprilie: Broderick Crawford, 74 ani, actor american de film (n. 1911)
- 27 aprilie: Margareta Dumitrescu (n. Margareta Atanasiu), 83 ani, arahnologă și biospeologă română (n. 1903)
- 27 aprilie: Josef Allen Hynek, 75 ani, astronom american (n. 1910)

### Mai
- 5 mai: Käthe Haack, 88 ani, actriță germană (n. 1897)
- 7 mai: Haldun Taner, 71 ani, dramaturg turc (n. 1915)
- 12 mai: Elisabeth Bergner, 88 ani, actriță germană (n. 1897)
- 23 mai: Sterling Hayden (n. Sterling Relyea Walter), 70 ani, actor american (n. 1916)
- 23 mai: Altiero Spinelli, 79 ani, politician italian (n. 1907)
- 31 mai: Leo James Rainwater, 68 ani, fizician american (n. 1917)

### Iunie
- 1 iunie: Nicolae Mladin, 71 ani, mitropolit al Ardealului (n. 1914)
- 5 iunie: Henri Michel, 79 ani, istoric francez (n. 1907)
- 12 iunie: George Calboreanu, 90 ani, actor român (n. 1896)
- 14 iunie: Jorge Luis Borges (n. Jorge Francisco Isidoro Luis Borges Acevedo), 86 ani, scriitor argentinian (n. 1899)
- 18 iunie: Mihai Pălădescu, 58 ani, actor român (n. 1928)
- 22 iunie: Robert Franklin Young, 71 ani, scriitor american de literatură SF (n. 1915)
- 29 iunie: Dan Pagis, 55 ani, scriitor israelian (n. 1930)

### Iulie
- 11 iulie: Lillian Rosanoff Lieber, 99 ani, matematiciană americană (n. 1886)
- 12 iulie: George Calboreanu, 90 ani, actor român de teatru și film (n. 1896)
- 20 iulie: Liviu Damian, 51 ani, jurnalist din R. Moldova (n. 1935)
- 21 iulie: Ion Caraion (n. Stelian Diaconescu), 63 ani, poet și eseist român (n. 1923)
- 21 iulie: Zhang Yuzhe, 84 ani, astronom chinez (n. 1902)
- 22 iulie: Aurelian Andreescu, 44 ani, cântăreț român (n. 1942)
- 25 iulie: Vincente Minnelli, 83 ani, regizor american (n. 1903)
- 29 iulie: Emil Koralov (n. Emil Doncev Stancev), 79 ani, scriitor bulgar (n. 1906)
- 31 iulie: Iustin Moisescu, 76 ani, al 4-lea patriarh al Bisericii Ortodoxe Române (n. 1910)
- 31 iulie: Chiune Sugihara, 86 ani, diplomat japonez (n. 1900)

### August
- 6 august: Celia Suñol Pla, 87 ani, scriitoare spaniolă (n. 1899)
- 11 august: Heinz Strehl, 48 ani, fotbalist german (atacant), (n. 1938)
- 16 august: Jaime Sáenz Guzmán, 64 ani, scriitor bolivian (n. 1921)
- 21 august: Alexandre O'Neill (Alexandre Manuel Vahía de Castro O'Neill), 61 ani, scriitor portughez (n. 1924)
- 22 august: Celâl Bayar (Mahmut Celâl Bayar), 103 ani, politician turc (n. 1883)

### Septembrie
- 5 septembrie: Nicuță Tănase, 62 ani, scriitor român (n. 1924)
- 20 septembrie: Nicolae Testemițanu, 59 ani, medic din R. Moldova (n. 1921)
- 27 septembrie: Cliff Burton (Clifford Lee Burton), 24 ani, basist american (Metallica), (n. 1962)
- 30 septembrie: Margaret Storm Jameson, 95 ani, scriitoare britanică (n. 1891)

### Octombrie
- 3 octombrie: Terry Pitt, 49 ani, politician britanic (n. 1937)
- 4 octombrie: Traian Ștefureac, 78 ani, botanist român (n. 1908)
- 6 octombrie: Maria Drăgan, cântăreață din R. Moldova (n. 1947)
- 8 octombrie: Megumu Tamura, 59 ani, fotbalist japonez (n. 1927)
- 10 octombrie: Antonio di Benedetto, 63 ani, scriitor argentinian (n. 1922)
- 13 octombrie: George Apostu, 52 ani, sculptor român (n. 1934)
- 14 octombrie: Keenan Wynn (Francis Xavier Aloysius James Jeremiah Keenan Wynn), 70 ani, actor american (n. 1916)
- 19 octombrie: Samora Moisés Machel, 53 ani, politician mozambican (n. 1933)

### Noiembrie
- 1 noiembrie: Michael Horbach, 61 ani, jurnalist german (n. 1924)
- 2 noiembrie: Samuel Baud-Bovy, 79 ani, muzician elvețian (n. 1906)
- 8 noiembrie: Viaceslav Molotov, 96 ani, politician și diplomat rus (n. 1890)
- 17 noiembrie: Roger Ikor, 74 ani, scriitor francez (n. 1912)
- 18 noiembrie: Valeriu Nicolae Niculescu (aka Sony), 72 ani, fotbalist român (atacant), (n. 1914)
- 22 noiembrie: Alexandru Nicolaevici Deutsch, 86 ani, astronom român (n. 1899)
- 26 noiembrie: Arnold Zweig, 81 ani, scriitor german (n. 1887)
- 26 noiembrie: Mary Welsh Hemingway, jurnalistă americană (n. 1908)
- 27 noiembrie: Cezar Lăzărescu, 63 ani, arhitect român (n. 1923)
- 29 noiembrie: Cary Grant (n. Archibald Alexander Leach), 82 ani, actor britanic de film (n. 1904)

### Decembrie
- 12 decembrie: Anne Baxter, 62 ani, actriță americană de film (n. 1923)
- 17 decembrie: Guillermo Cano Isaza, 61 ani, jurnalist columbian (n. 1925)
- 19 decembrie: Petre Vancea, 84 ani, medic român (n. 1902)
- 20 decembrie: Zoltán Greguss (Greguss Antal Zoltán), 82 ani, actor maghiar (n. 1904)
- 24 decembrie: Guy Barnett), 58 ani, politician britanic (n. 1928)
- 29 decembrie: Harold Macmillan, 92 ani, politician britanic (n. 1894)
- 29 decembrie: Andrei Arsenievici Tarkovski, 54 ani, regizor rus (n. 1932)

### Nedatate
- Emil Marinescu, 88 ani, solist român de operă (tenor), (n. 1897)

## Premii Nobel
- Fizică: Ernst Ruska, Gerd Binnig (Germania), Heinrich Rohrer (Elveția)
- Chimie: Dudley R. Herschbach, Yuan T. Lee (SUA), John C. Polanyi (Canada)
- Medicină: Stanley Cohen (SUA), Rita Levi-Montalcini (Italia)
- Literatură: Wole Soyinka (Nigeria)
- Pace: Elie Wiesel (Israel)

## Medalia Fields
- Simon Donaldson (Regatul Unit)
- Gerd Faltings (Germania de Vest)
- Michael Freedman (SUA)